# Krystyna Pożaryska
Krystyna Pożaryska (ur. 29 października 1914 w Warszawie, zm. 21 października 1989 tamże) – polska mikropaleontolog.
Absolwentka Wydziału Matematyczno–Przyrodniczego Uniwersytetu Warszawskiego (1937). Zatrudniona w Zakładzie Geologii i Paleontologii UW (1937-1939), Zakładzie Paleontologii UW (1945-1947 i 1948-1953), Państwowym Instytucie Geologicznym (1945-1948), Polskiej Akademii Nauk (od 1953 do przejścia na emeryturę). W 1957 uzyskała tytuł doktora, w 1959 tytuł docenta a w 1970 tytuł profesora zwyczajnego. Członkini honorowa Niemieckiego Towarzystwa Paleontologicznego, członkini Belgijskiego Towarzystwa Geologicznego, członkini rzeczywista Wszechniemieckiej Akademii Nauk Przyrodniczych „„Leopoldina”. Autorka ponad 130 publikacji naukowych.
Żona profesora Władysława Pożaryskiego.